# Círculos de pedras da Senegâmbia
Os círculos de pedras da Senegâmbia são monumentos megalíticos situados na Gâmbia e no Senegal (África ocidental), ocupando uma faixa de 100 km de largura, ao longo de cerca de 350 km do Rio Gâmbia. São quatro grandes grupos de círculos de pedras, que representam uma extraordinária concentração de 1000 monumentos.
Os quatro grupos, designados Sine Ngayène, Wanar, Wassu e Kerbatch somam 93 círculos de pedras e incluem ainda túmulos e campas, alguns dos quais foram escavados, revelando material que sugere uma época entre o século III a.C. e o século XVI. O conjunto é uma área considerada sagrada pelos locais e foi construída ao longo de mais de 1500 anos.
As pedras são grandes colunas de laterite com cerca de dois metros de altura e um peso de sete toneladas cada, foram cortadas com instrumentos de ferro e cuidadosamente esculpidas em pilares quase idênticos de secção circular ou poligonal. Cada círculo é formado por oito a 14 pilares, dispostos num círculo com 4-6 metros de diâmetro e encontra-se localizado ao lado de um túmulo.
Os Círculos de Pedras da Senegâmbia representam uma sociedade próspera, muito organizada e que durou centenas de anos. Provavelmente, esta cultura megalítica estaria representada numa extensa região da África ocidental. O conjunto foi considerado Património Mundial pela UNESCO, em 2006.